# Monument en mémoire des victimes du communisme (Prague)
Le Monument en mémoire des victimes du communisme (tchèque : Pomník obětem komunismu) se réfère d'une part au devoir de mémoire et d'autre part à l'état communiste tel qu'il a existé en Tchécoslovaquie entre 1948 et 1989, et non à l'idéal communiste tel qu'il a pu se manifester durant le bref printemps de Prague avec le socialisme à visage humain. C'est un monument en plein air situé aux pieds de la colline de Petřín, rue Újezd, dans le quartier de Malá Strana.
Il a été inauguré le 22 mai 2002, douze ans après l'ouverture du rideau de fer et la chute des régimes communistes en Europe, sur une initiative de la section pragoise de la Confédération des anciens prisonniers politiques de Tchéquie (KPV).

## Descriptif
Le monument est dû au sculpteur Abraham Zoubek et aux architectes Jan Kerel et Zdeněk Holzel. Six statues, copies en bronze d'un même modèle, placés sur un escalier au flanc de la colline de Petřín, chaque statue figurant de bas en haut, un stade de plus en plus avancé de la destruction physique et morale de la personne représentée, à mesure qu'elle s'« élève » à reculons dans la « construction du communisme ».

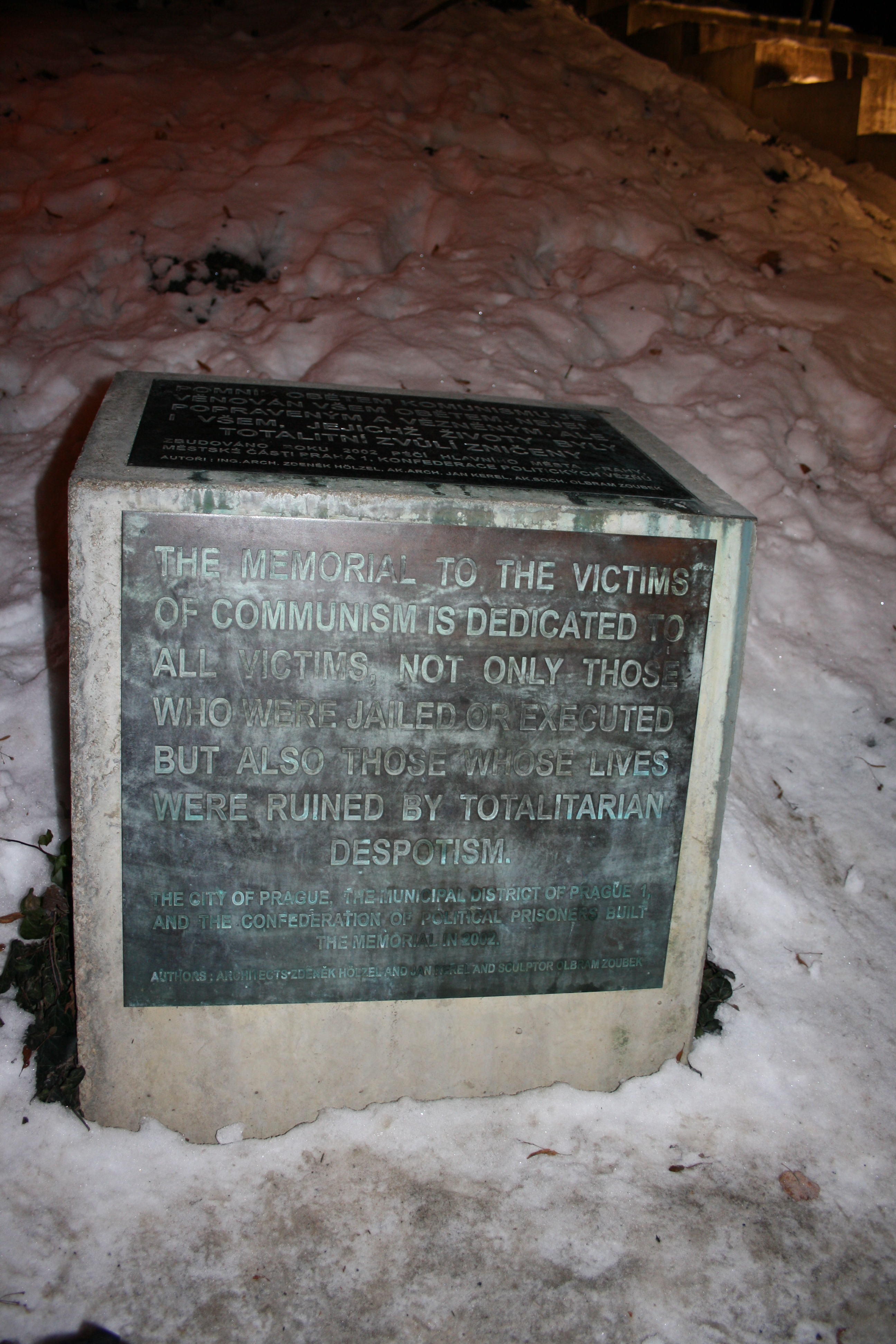
La plaque de bronze affiche en anglais :
« Le mémorial des victimes du communisme n'est pas seulement dédié à celles qui ont été détenues ou exécutées, mais à toutes les victimes dont les vies ont été ruinées par le despotisme totalitaire ».

Au centre du mémorial, une stèle en bronze détaille les estimations du nombre de citoyens de l'actuelle république tchèque (la Slovaquie ayant ses propres lieux de mémoire) impactés par cette dictature :
- 205 486 arrêtés et interrogés ;
- 170 938 chassés du pays ;
- 4 500 morts en prison ;
- 327 327 tués en essayant de s'évader ;
- 248 exécutés.

Ces chiffres peuvent paraître faibles en regard de ceux des autres pays communistes européens mais s'expliquent par le fait que la Tchécoslovaquie a eu, en dépit des violences de la mise en place du régime et de la répression après le printemps de Prague, une gouvernance moins brutale physiquement que dans les autres pays partageant le même sort,
.
Le 24 février 2018, sur suggestion d'Ivan Margolius de Conseil municipal de Prague, l'allée faisant le tour du mémorial a été consacrée aux « Victimes du totalitarisme » (tchèque : Alej obětí totality).

## Controverses
Comme tout ce qui touche au devoir de mémoire concernant les victimes des totalitarismes autre que nazi et fascistes, le mémorial a été, avant même son inauguration, l'objet de controverses (le président Václav Havel, l'un des principaux dissidents de l'ère communiste, n'ayant été invité qu'à la dernière minute, a refusé d'y assister[réf. incomplète]), de critiques esthétiques (les sculptures étant qualifiées de « kitsch ») et sociales (l'absence de figures féminines posant question, alors que les femmes aussi ont souffert de la dictature). L'« ostalgie » existe aussi en république tchèque et en 2003, l'une des statues a été vandalisée par deux explosions de bombes artisanales : personne n'a reconnu avoir commis ces attaques.